# 白溪水库
白溪水库位于中华人民共和国浙江省宁波市宁海县，是以供水、防洪为主，兼有发电、灌溉、养殖等功能的大（二）型水库。
以白溪水库为依托的天河生态风景区，已被水利部列为首批国家水利风景区。